# Jaílma de Lima
Jailma Sales de Lima -más conocida como Jailma de Lima- (Taperoá, 31 de diciembre de 1986) es una deportista brasileña de atletismo.
Fue parte del conjunto femenino de atletismo brasileño que alcanzó la medalla de plata en los Juegos Panamericanos de 2011 en Guadalajara en la modalidad relevo 4 × 400 metros junto a Bárbara de Oliveira, Geisa Coutinho y Joelma Sousa. Además, representó a Brasil en los Juegos Olímpicos de Londres 2012, así como también en los Juegos Mundiales Militares de 2011 en Río de Janeiro; en esta última competencia alcanzó la medalla de oro en los 4 × 400 m relevo y la medalla de bronce en los 400 m.
A nivel iberoamericano, recibió la medalla de bronce en los 4 × 400 m relevo junto a Sheila Juvelina, Bárbara Farías de Oliveira y Aline Leone dos Santos y en los 400 m en el XIV Campeonato Iberoamericano de Atletismo de 2010 en San Fernando, España, mientras que ostenta la plusmarca subcontinental en los 4 × 400 m relevo con 3min 26s 68 alcanzado en el Trofeo Brasil. Por otro lado, alcanzó la medalla de bronce en los 400 m del 46.º Campeonato Sudamericano de Atletismo realizado en Lima el año 2009 y la medalla de oro en los 400 m vallas de la 47.ª versión realizada en Buenos Aires el año 2011.